# ソユーズTM-24
ソユーズTM-24 (Союз ТМ-24 / Soyuz TM-24) は、宇宙ステーション・ミールへの往来を目的とした、27回目の有人ミッションである。コールサインは「フレガート（フリゲート）」。
フランス人女性初の宇宙飛行士クローディ・アンドレ＝デシェが参加した。ミールではアメリカ人のシャノン・ルシッド、及びユーリー・オヌフリエンコ、ユーリー・ウサチェフと合流した。デシェは16日間に渡って生物学と医学の実験を行い、オヌフリエンコ、ウサチェフとともにTM-23で地球に帰還した。

## 乗組員

### 打上げ時
- ワレリー・コルズン (1) -  ロシア
- アレクサンドル・カレリ (2) -  ロシア
- クローディ・アンドレ＝デシェ (1) -  フランス

### 帰還時
- ワレリー・コルズン (1) -  ロシア
- アレクサンドル・カレリ (2) -  ロシア
- ラインホルト・エヴァルト (1) -  ドイツ